# Иван Давидов
Иван Александров Давидов е бивш български футболист. Роден е на 5 октомври 1943 г. в София. Висок е 177 см и тежи 71 кг. Играл е като защитник и халф за Спартак (София) (1961 – 1962) и Славия (1962 – 1971). Има 201 мача и 12 гола в А група за Славия. С отбора на Славия е трикратен носител на купата на страната през 1963, 1964 и 1966, вицешампион през 1967, бронзов медалист през 1964, 1965, 1966 и 1970 г. Има 11 мача и 1 гол за А националния отбор (1965 – 1971). Участва на СП-1966 в Англия (в 1 мач) и на СП-1970 в Мексико (в 1 мач). В Англия при резултат 1:0 в мача срещу Унгария при меле пред нашата врата отбелязва автогол след изчистване на Иван Вуцов .
Иван Давидов е „Майстор на спорта“ от 1969 г. За Славия има 22 мача и 1 гол в евротурнирите (14 мача за КНК и 8 мача с 1 гол за купата на УЕФА), има 16 пълни мача без смяна, което е рекорд за Славия. Полуфиналист за КНК през 1967 г. Отличава се със стабилна игра в защита и в средата на терена, проявява се и като организатор на атаките.

## Успехи
Славия (София)
- Национална купа –  Носител (3): 1962/63, 1963/64, 1965/66